# Absentisme escolar
L'absentisme escolar és la no assistència dels nens i nenes a l'educació formal en edats d'escolarització obligatòria. No s'ha de confondre amb l'escolarització a casa (homeschooling), si bé en els països on aquesta no és legal es considera absentisme. Les conseqüències són una pèrdua de nivell cultural per a la persona i el país, el foment del treball il·legal i precari i l'aparició de problemes socials associats. Els països i economies amb menys absentisme son els que tenen un rendiment lector mitjà més alt, com ara Pequín, Xangai, Jiangsu, Zhejiang, Macau i Hong Kong a la Xina, Estònia, Finlàndia, Japó, Corea, Singapur, Suècia i Taiwan. L'absentisme escolar és una de les característiques principals associades a l'abandonament prematur dels estudis.

## Tipus d'absentisme
- Estacional: propi d'indrets agrícoles, on els nens falten a classe per ajudar en les feines del camp, amb el consentiment dels pares i sense intenció d'abandonar els estudis
- Esporàdic: faltar a determinades hores, matèries o dies, per pròpia voluntat, és el que col·loquialment es coneix com a "fer campana"
- Inicial: els nens s'incorporen a l'escola a una edat més tardana que els companys, sigui per residir lluny de les escoles, per convicció o desconeixement dels pares. No s'ha de confondre amb la incorporació tardana pròpia de la immigració.
- Terminal: els alumnes abandonen els estudis per manca d'èxit escolar
- Crònic: absències reiterades a edats intermèdies.

## Causes de l'absentisme
Les causes són molt diverses i varien en funció dels països, l'edat dels alumnes i el sistema educatiu. Es poden agrupar en grans blocs:
- socieoonòmiques: els alumnes han de col·laborar amb les feines domèstiques o posar-se a treballar per sota de l'edat legal per ajudar la família
- culturals: els pares rebutgen el model transmès per l'escola (o no el troben necessari) i intenten que els seus fills no hi assiteixin. Es dona sobretot quan hi ha conflicte religiós o en el cas de l'escolarització de les nenes
- objecció escolar: l'alumne no s'integra adequadament dins el sistema escolar i no vol assistir a classe, és pròpia dels països desenvolupats.

El problema és complex i, per tant, requereix una intervenció sistemàtica des de diversos agents (escolar, serveis socials, equips especialitzats, policia local, etc.). A Catalunya un dels primers municipis en portar una intervenció en xarxa va ser Tortosa.
Quant a l'absentisme de tipus voluntària, on l'estudiant deixa d'assistir a l'escola furtivament, per "fer el trapella", hi ha diverses formes d'anomenar-lo en català. A Catalunya central se'n diu fer campana, a València i Gandia, fer fotja, a Tortosa, Maestrat i Castelló, fer safrà, a Lleida fer piles. Altres versions són: fer fugina, anar al safrà, fer llobada, fer rodó, fer toris, etc.

## Exemples de millora
Existeixen experiències de centres educatius que tenien un alt nivell d'absentisme i que després d'aplicar actuacions educatives d'èxit estan aconseguint reduir-lo.